# 燕江新城駅
燕江新城駅（えんこうしんじょうえき）は、中華人民共和国江蘇省南京市に建設中の南京地下鉄6号線の駅である。

## 歴史
- 2019年12月28日: 着工[1]。

## 隣の駅
南京地下鉄
■ 6号線
興学路駅 - 燕江新城駅 - 万寿駅 (南京市)